# 真田山公園
真田山公園（さなだやまこうえん、英語: Sanadayama Park）は、大阪府大阪市天王寺区真田山町にある都市公園（地区公園）である。

## 概要
当地には1889年（明治22年）から大日本帝国陸軍騎兵第4連隊の兵営が置かれていた。騎兵第4連隊は1932年（昭和7年）に南河内郡金岡村へ移転したため、その跡地を整備して1939年（昭和14年）に真田山公園が開園した。
現在は大阪市立天王寺スポーツセンター（大阪市立真田山プール・アイススケート場)、大阪市立真田山野球場、真田山庭球場が設置されている。
公園の北側は大阪市立真田山小学校を挟んで日本最古の陸軍墓地である真田山陸軍墓地に近接し、西側は大坂城の南に形成された寺町のひとつである小橋寺町を挟んで真田丸跡に近接する。

## 公園内の施設
- 大阪市立天王寺スポーツセンター（真田山プール・アイススケート場）
- 大阪市立真田山野球場
- 真田山庭球場

### 画像

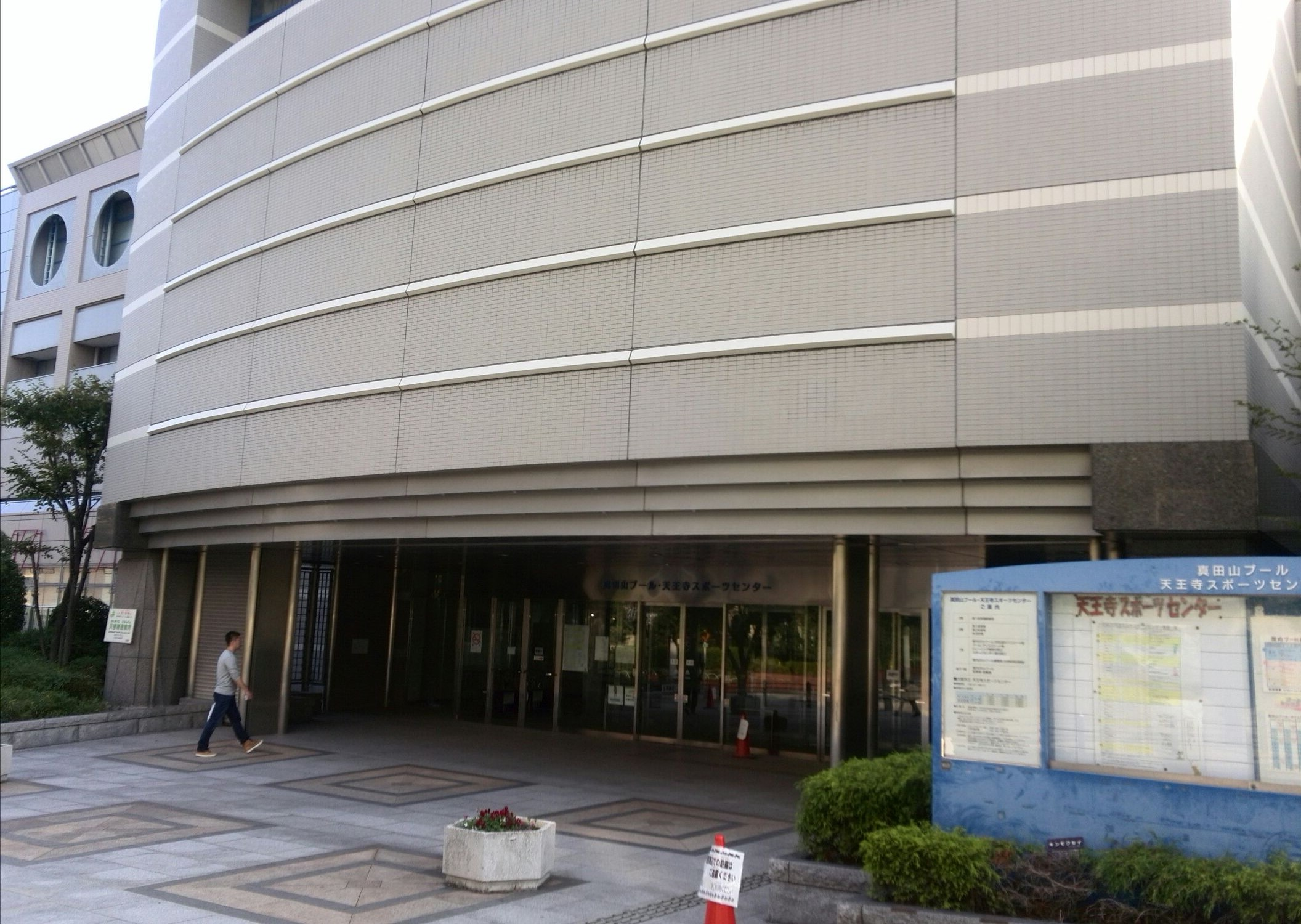
大阪府立天王寺スポーツセンター

## 交通
- 千日前線・JR大阪環状線「鶴橋駅」下車、北西へ徒歩15分。
- 長堀鶴見緑地線・JR大阪環状線「玉造駅」下車、南西へ徒歩約10分。